# Dereczyńce
Dereczyńce (biał. Дзярэчынцы, Dziareczyncy; ros. Деречинцы, Dierieczincy) – wieś na Białorusi, w obwodzie mińskim, w rejonie stołpeckim, w sielsowiecie Świerżeń Stary, przy linii kolejowej Moskwa - Mińsk - Brześć.

## Historia
W dwudziestoleciu międzywojennym leżały w Polsce, w województwie nowogródzkim, w powiecie nieświeskim, w gminie Horodziej. W 1921 miejscowość liczyła 255 mieszkańców, zamieszkałych w 47 budynkach, w tym 254 Białorusinów i 1 Polaka. 253 mieszkańców było wyznania prawosławnego i 2 rzymskokatolickiego.
Po II wojnie światowej w granicach Związku Sowieckiego. Od 1991 w niepodległej Białorusi.